# José Mendonça
 José Mendonça  - (Pirenópolis, 27 de setembro de 1899 — 12 de junho de 1985) foi um politico brasileiro.

## Vida Pessoal
filho de Manuel José de Mendonça e de Rosa Alzira Jayme Mendonça(irmã do Senador da República Gonzaga Jaime), médico pela Faculdade de Medicina da Universidade do Brasil, atual Universidade Federal do Rio de Janeiro – UFRJ e fazendeiro em Palmeiras de Goiás.